# Campylocentrum
Campylocentrum är ett släkte av orkidéer. Campylocentrum ingår i familjen orkidéer.

## Bildgalleri

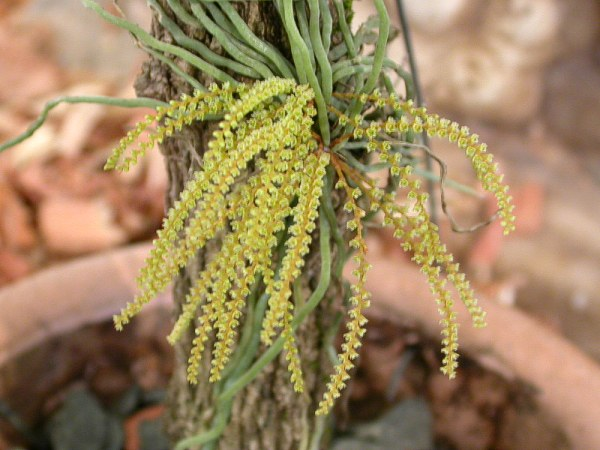
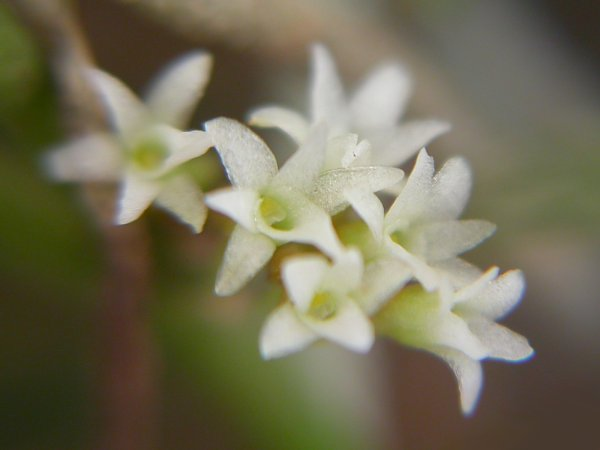

## Dottertaxa tillCampylocentrum, i alfabetisk ordning[1]
- Campylocentrum aciculatum
- Campylocentrum acutilobum
- Campylocentrum amazonicum
- Campylocentrum apiculatum
- Campylocentrum aromaticum
- Campylocentrum asplundii
- Campylocentrum bonifaziae
- Campylocentrum brachycarpum
- Campylocentrum brenesii
- Campylocentrum callistachyum
- Campylocentrum colombianum
- Campylocentrum cornejoi
- Campylocentrum crassirhizum
- Campylocentrum densiflorum
- Campylocentrum ecuadorense
- Campylocentrum embreei
- Campylocentrum fasciola
- Campylocentrum gracile
- Campylocentrum grisebachii
- Campylocentrum hasslerianum
- Campylocentrum hirtellum
- Campylocentrum hirtzii
- Campylocentrum hondurense
- Campylocentrum huebneri
- Campylocentrum huebnerioides
- Campylocentrum iglesiasii
- Campylocentrum intermedium
- Campylocentrum lansbergii
- Campylocentrum latifolium
- Campylocentrum linearifolium
- Campylocentrum madisonii
- Campylocentrum micranthum
- Campylocentrum microphyllum
- Campylocentrum minus
- Campylocentrum minutum
- Campylocentrum multiflorum
- Campylocentrum natalieae
- Campylocentrum neglectum
- Campylocentrum organense
- Campylocentrum ornithorrhynchum
- Campylocentrum pachyrrhizum
- Campylocentrum panamense
- Campylocentrum parahybunense
- Campylocentrum pauloense
- Campylocentrum pernambucense
- Campylocentrum poeppigii
- Campylocentrum polystachyum
- Campylocentrum pubirhachis
- Campylocentrum pugioniforme
- Campylocentrum puyense
- Campylocentrum pygmaeum
- Campylocentrum rimbachii
- Campylocentrum robustum
- Campylocentrum schiedei
- Campylocentrum schneeanum
- Campylocentrum sellowii
- Campylocentrum spannagelii
- Campylocentrum steyermarkii
- Campylocentrum tenellum
- Campylocentrum tenue
- Campylocentrum tyrridion
- Campylocentrum ulei
- Campylocentrum wawrae
- Campylocentrum zehntneri